# Ernst Schäfer

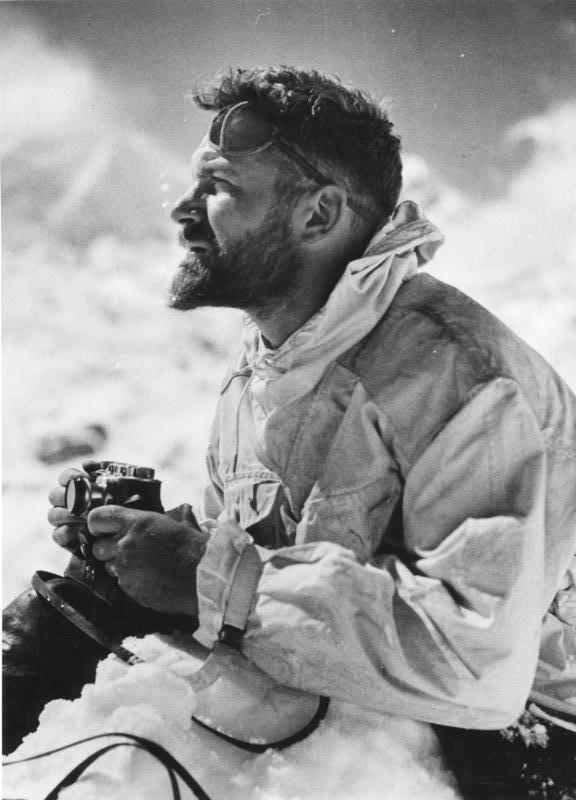
Ernst Schäfer během své poslední expedice v Tibetu, 1938

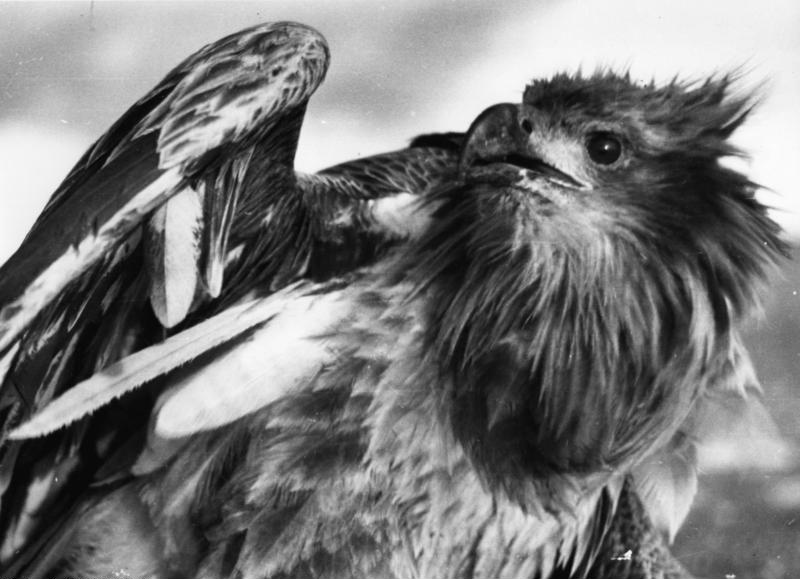
Ernst Schäfer: Orel mořský

Ernst Schäfer (14. března 1910, Kolín nad Rýnem – 21. července 1992) byl německý lovec, zoolog a fotograf působící ve 30. letech 20. století a specializující se na ornitologii.

## Životopis
Nejznámější jsou jeho tři expedice do Tibetu v roce 1931, v období 1934–1935 a v letech 1938–1939. První dvě expedice byly v čele s Američanem Dolanem Brookem. Třetí expedici vedl sám pod záštitou Heinricha Himmlera, SS a různých sponzorů. Během těchto expedic bylo posbíráno více než 3300 vzorků ptáků.
V červenci 1934, během své druhé expedice, se setkal v čínském Chang-čouu s pančhenlamou Lozangem Thubtänem Čhökjijem, který později emigroval.
V roce 1933 vstoupil do SS, ale po druhé světové válce tvrdil, že tak učinil pouze kvůli postupu v kariéře.
Napsal několik knih, včetně Berge, Buddhas und Bären (Hory, Buddhové a medvědi) a pomohl pracovat na filmu Geheimnis Tibet (Tajemství Tibetu).

## Německá expedice do Tibetu (1939)
Německá expedice do Tibetu 1939, známá i jako Tibetská expedice SS, se konala mezi květnem 1938 a srpnem 1939 pod patronací Třetí Říše. Vůdcem expedice byl zoolog, lovec a člen SS Ernst Schäfer. Schäfer podnikl již několik cest do Asie, zejména pak do Číny. Rovněž se účastnil již dvou výprav do Tibetu, a to v letech 1931 a 1934–1935. V polovině třicátých let byl povolán do nacistického Německa, kde se v červnu 1936 se setkal s Heinrichem Himmlerem, který jej pověřil přípravou a následným vedením expedice na tibetské území. Himmler si od expedice sliboval zejména podporu Ahnenerbe, nacistické pseudovědecké instituce pro studium duchovní kultury dávných předků. Rovněž tím chtěl podepřít teorii Hanse F. K. Günthera, podle které dávní Árjové kolem roku 2000 př. n. l. dobyli většinu Asie včetně Japonska a Číny a že i Gautama Buddha by árijský potomek nordické rasy.

## Publikace
- Berge, Buddhas und Bären, Verlag Paul Parey, Berlin 1933 (in einer Auflage)
- Unbekanntes Tibet, Verlag Paul Parey, Berlin 1938 (in mehreren Auflagen)
- Dach der Erde, Verlag Paul Parey, Berlin 1938 (in mehreren Auflagen)
- Ornithologische Ergebnisse zweier Forschungsreisen nach Tibet, Journal für Ornithologie 86. Jg. 1938 Sonderheft Kommissionsverlag R. Friedländer&Sohn, Berlin
- Tibet ruft, Verlag Paul Parey, Berlin 1942 (in mehreren Auflagen)
- Geheimnis Tibet, Verlag F Bruckmann/München 1943 (in einer Auflage)
- Unter Räubern im Tibet
- Das Fest der weißen Schleier
- Über den Himalaja ins Land der Götter.
- Festival of the White Gauze Scarves: A research expedition through Tibet to Lhasa, the holy city of the god realm. (1950)

## Galerie

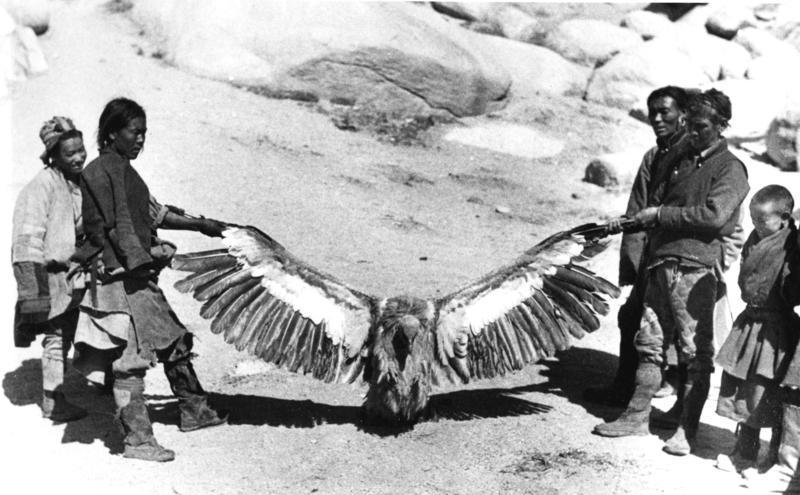
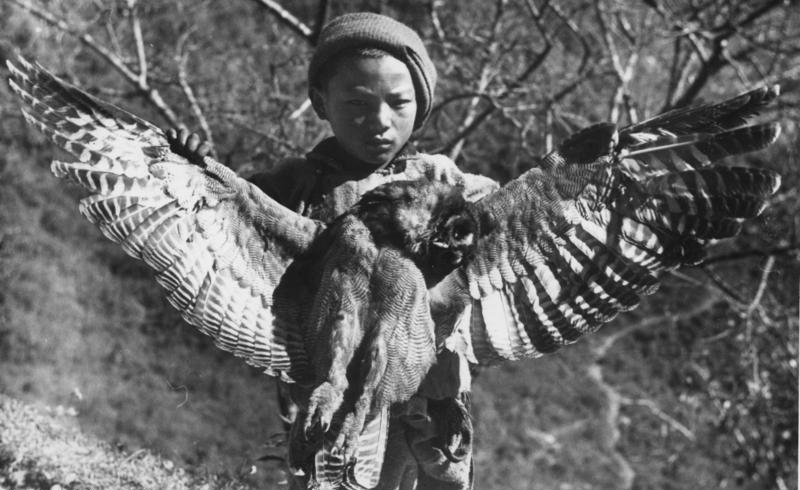
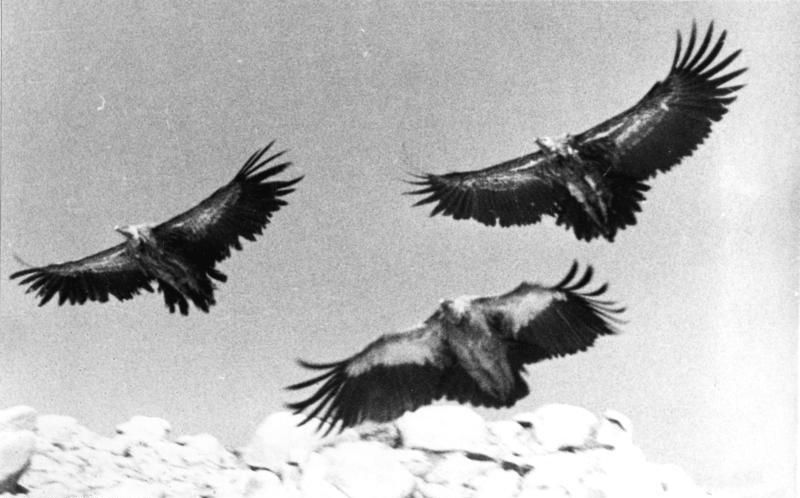
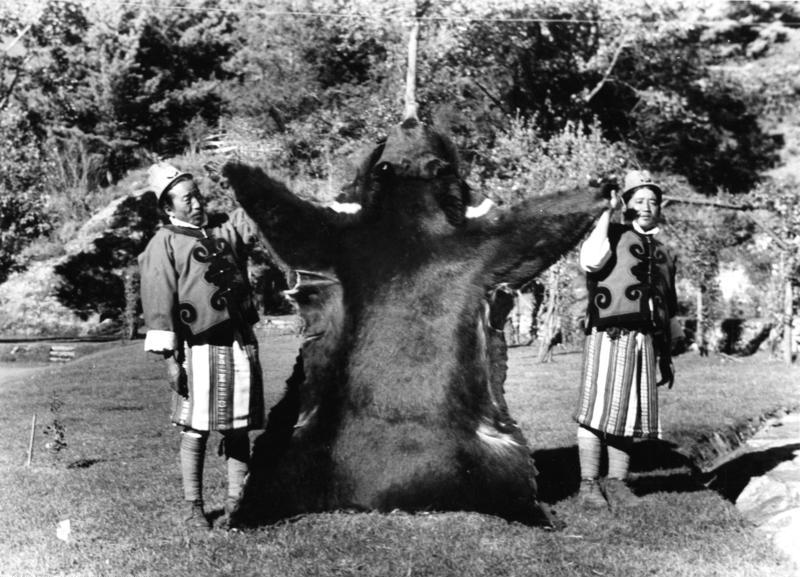
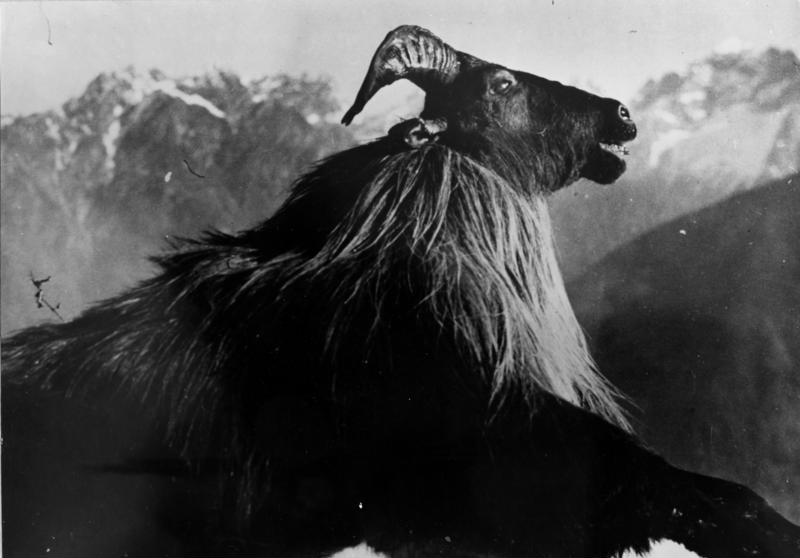
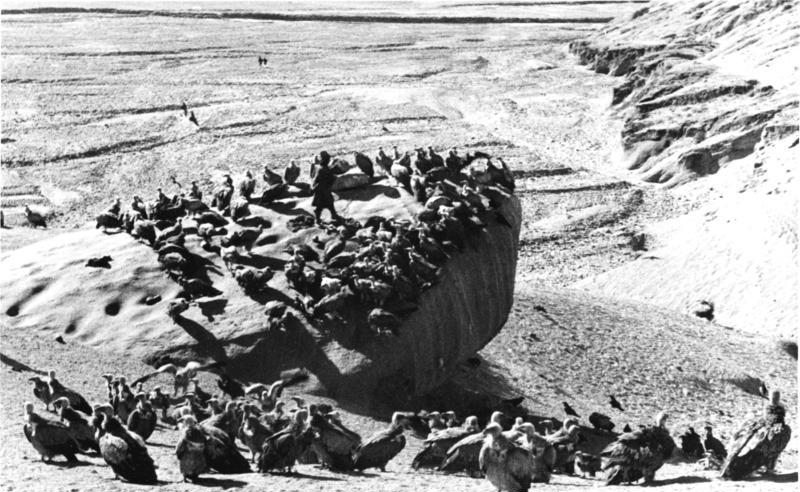
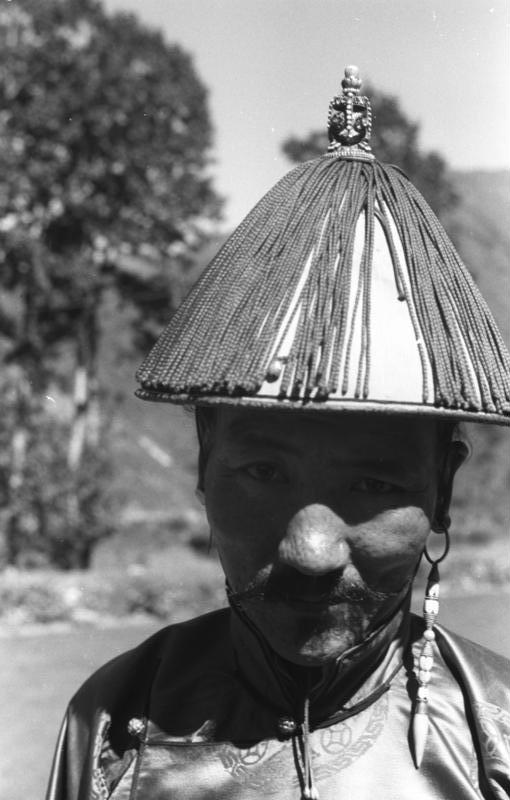
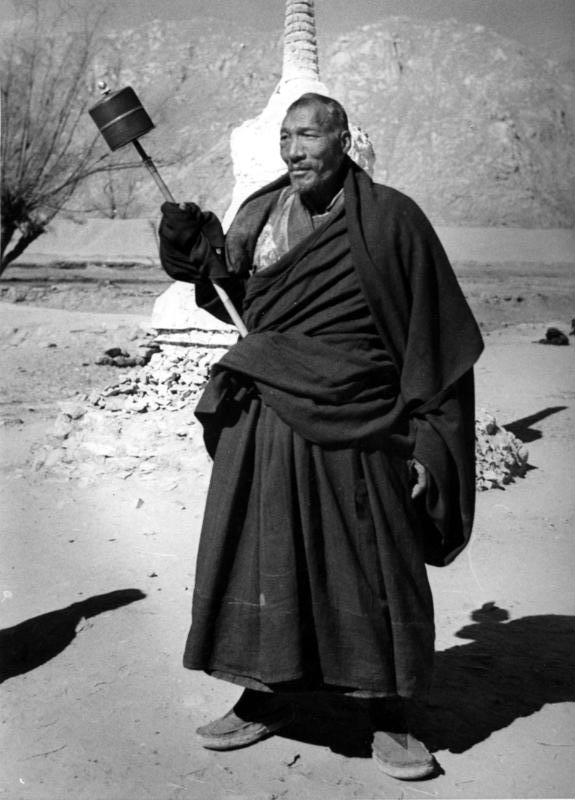
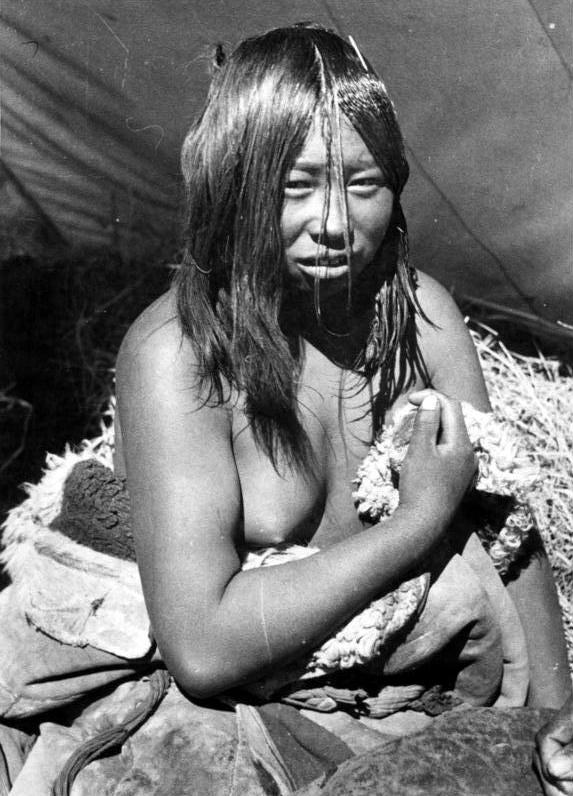
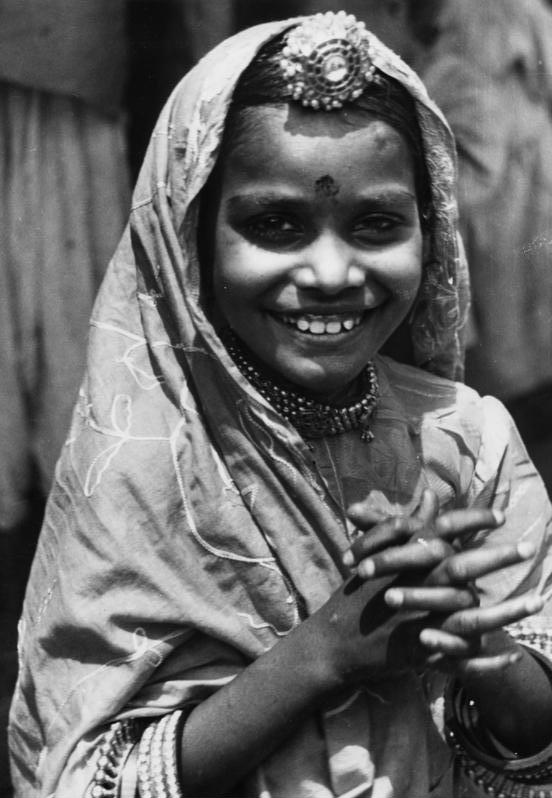
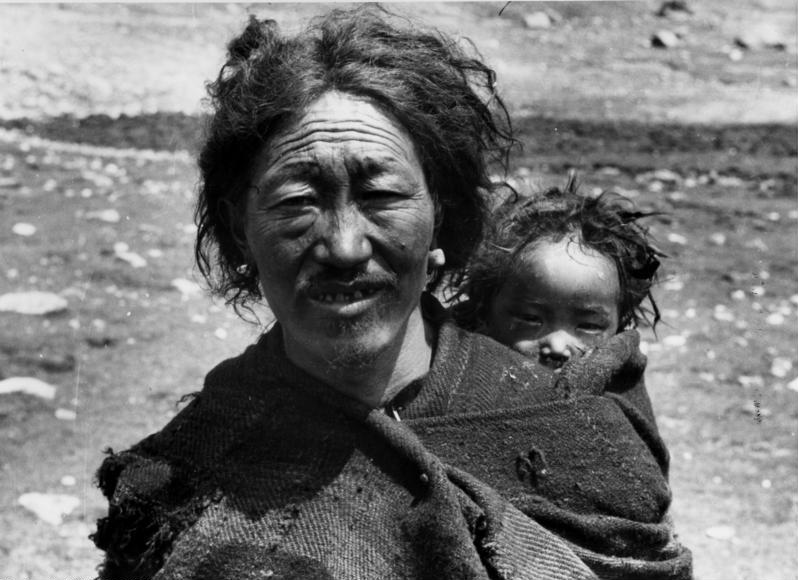
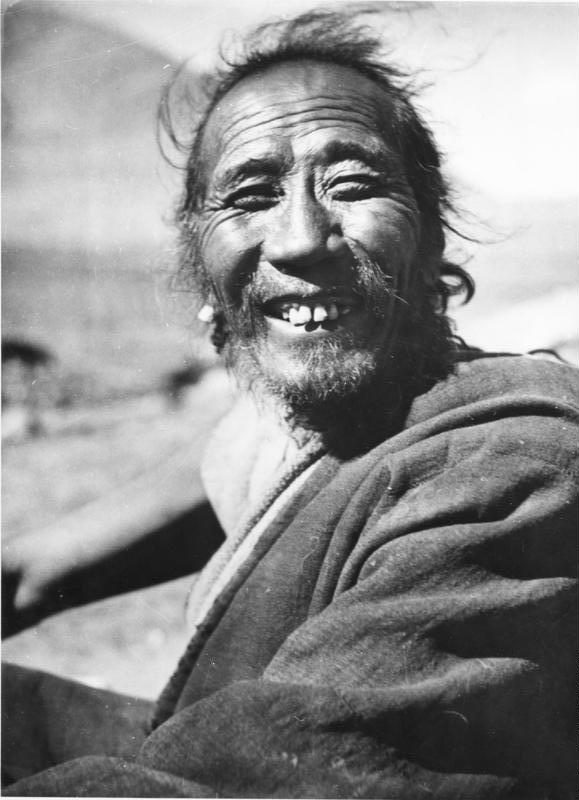
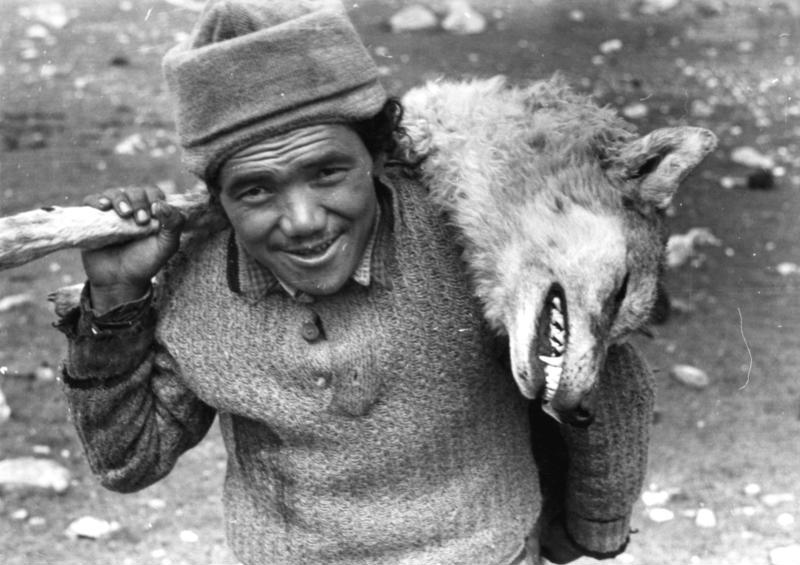
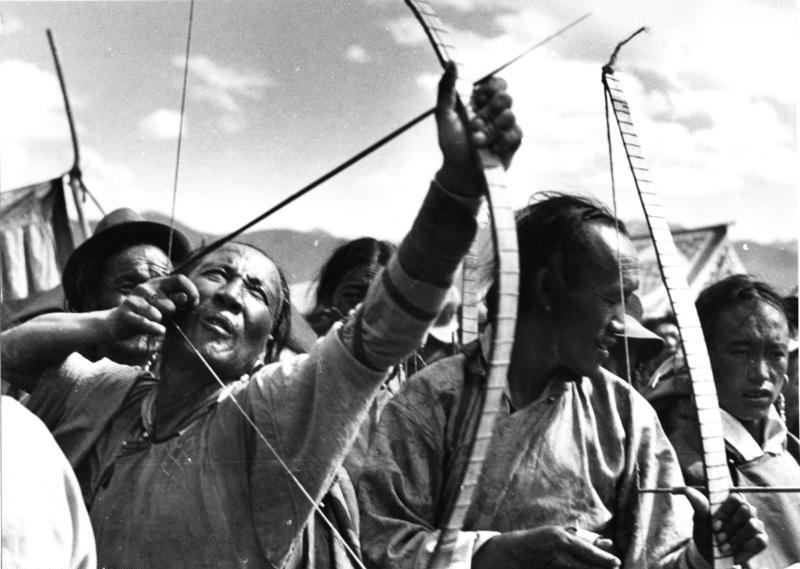
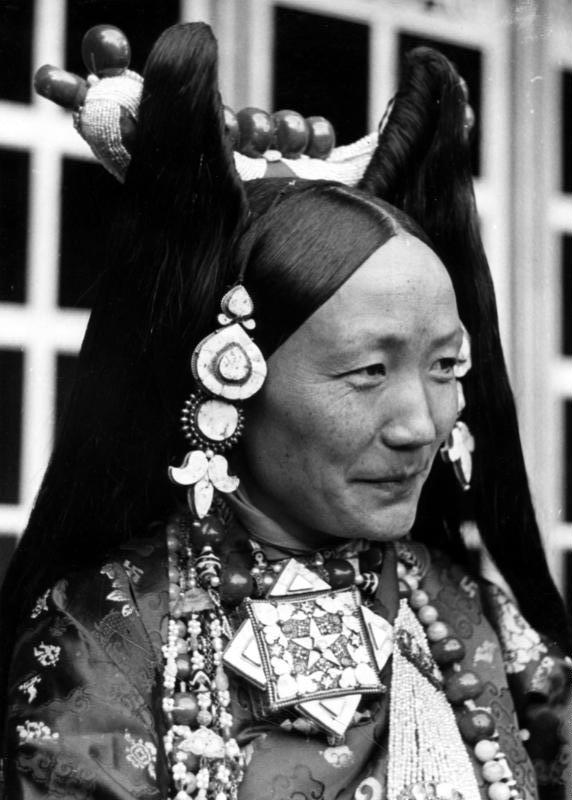
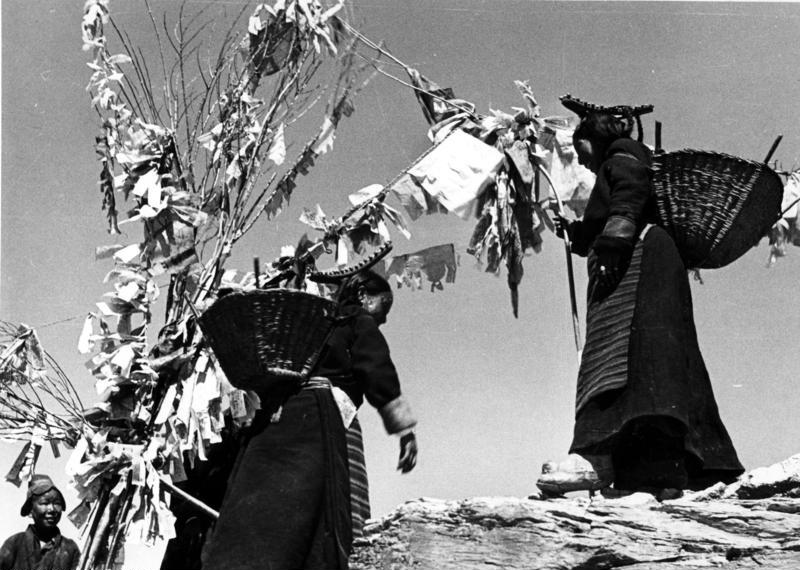
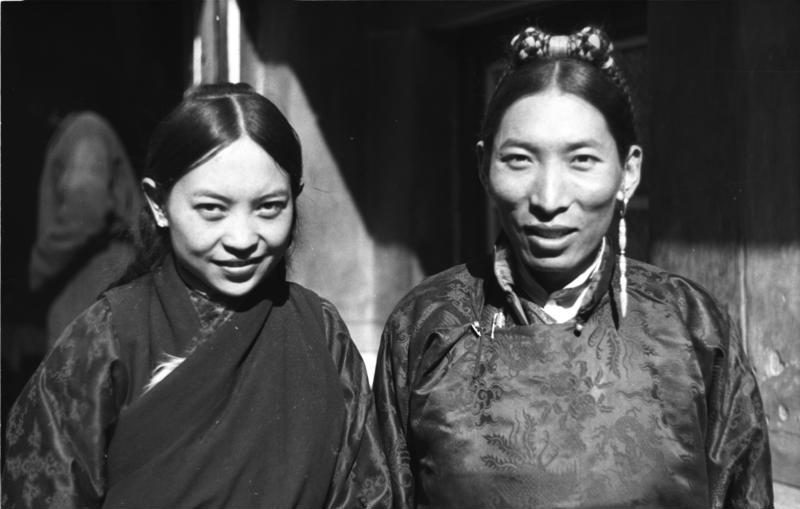
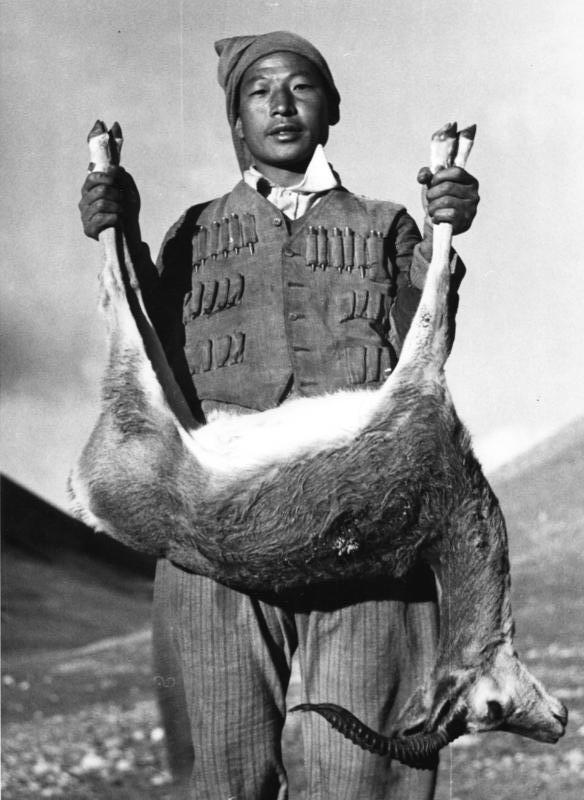
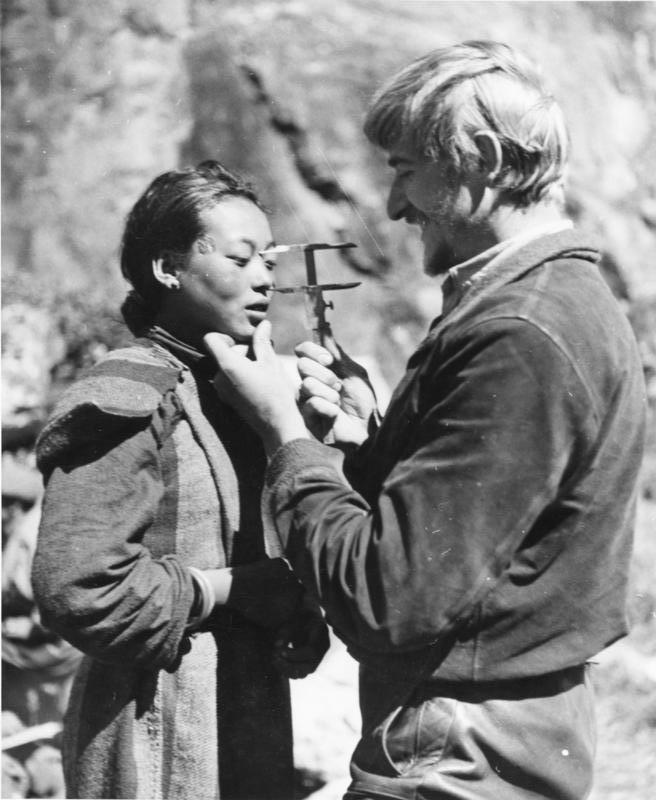
Antropometrické výzkumy v Tibetu
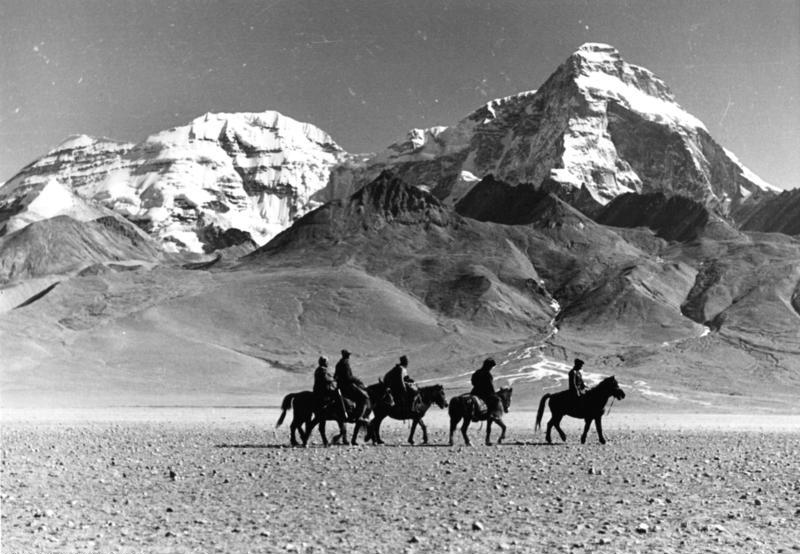
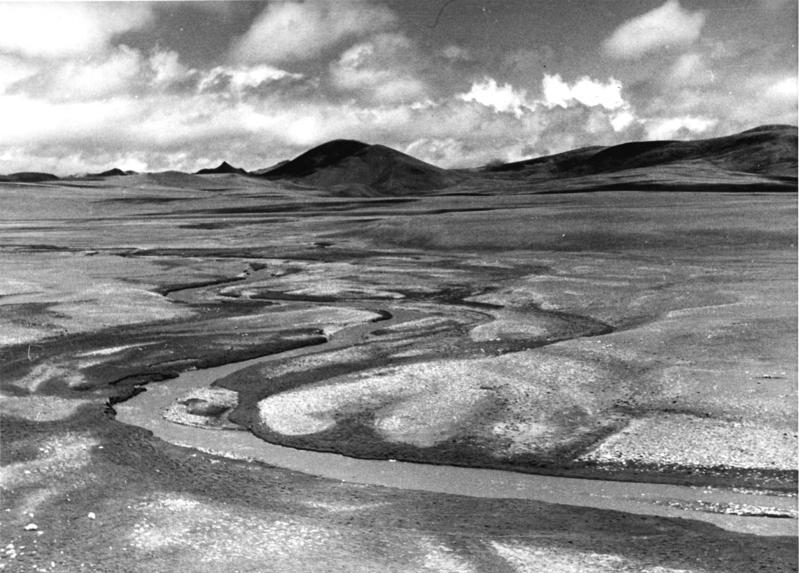
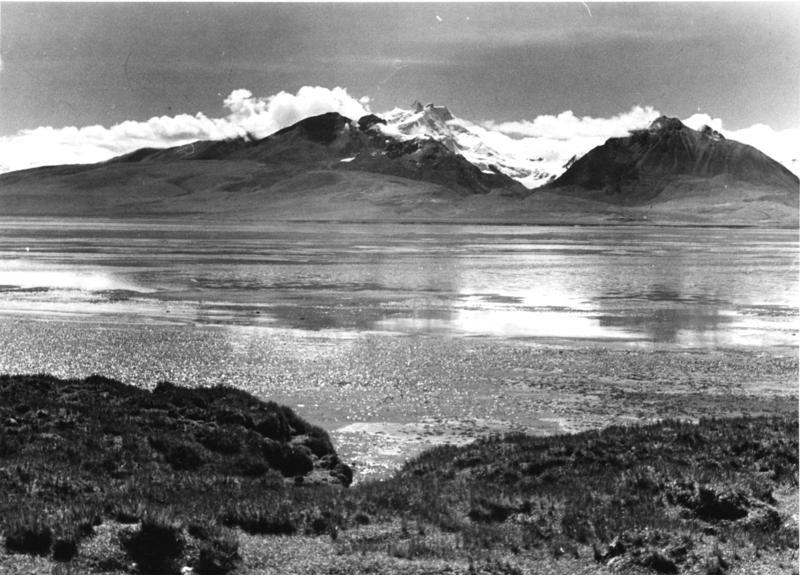
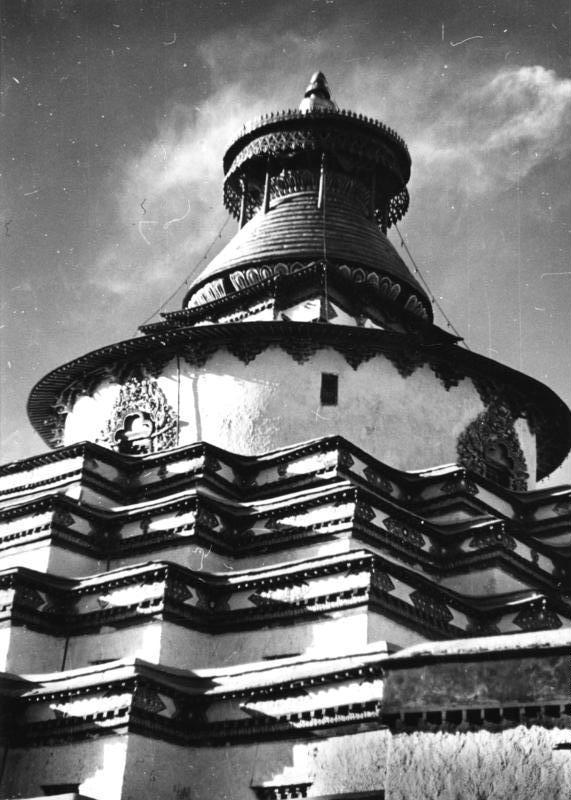
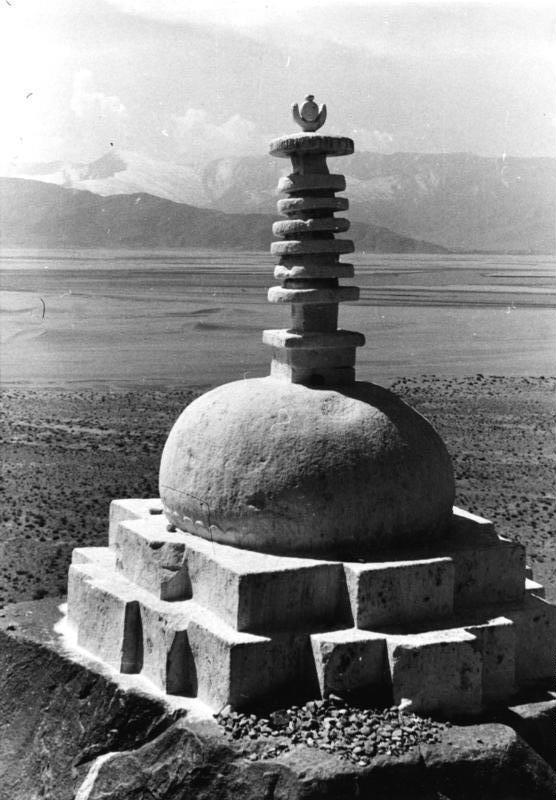